# Fred Willard
Frederick Charles Willard (Shaker Heights, 18 settembre 1933 – Los Angeles, 15 maggio 2020) è stato un attore e umorista statunitense.
È noto per essere stato protagonista di vari programmi televisivi satirici tra gli anni 1980 e 2000, e per aver preso parte a vari film mockumentary, quali This Is Spinal Tap di Rob Reiner, Campioni di razza, A Mighty Wind - Amici per la musica e For Your Consideration di Christopher Guest, e altri film comici come Anchorman - La leggenda di Ron Burgundy con Will Ferrell. Dal 2014 entrò nel cast di Beautiful interpretando John Forrester, fratello di Eric e padre di Ivy, e lasciò la soap un anno dopo.
Tra il 2003 e il 2005, per il suo ruolo ricorrente in Tutti amano Raymond, ottenne per tre volte consecutive una candidatura per il premio Emmy al miglior attore guest star in una serie commedia. Nel 2010 fu candidato nuovamente per tale premio grazie al ruolo del padre del protagonista Phil Dunphy nella serie Modern Family. Tra cinema e televisione, durante la sua lunga carriera, prese parte a più di 300 opere.

## Biografia
Figlio di un banchiere, anche lui di nome Fred, morto quando aveva 12 anni, nei primi anni della sua carriera, dopo aver prestato servizio nell'esercito, lavorò con Robert Klein per The Second City, compagnia specializzata nell'improvvisazione teatrale, per poi essere tra i fondatori del gruppo comico Ace Trucking Company insieme ad artisti quali Michael Mislove e Bill Saluga; i loro sketch furono parte di trasmissioni televisive come il Tonight Show e This is Tom Jones.
Tra i primi lavori che lo resero noto al pubblico televisivo statunitense, nel 1973 entrò nel cast del programma satirico The Burns and Schreiber Comedy Hour, ebbe un ruolo ricorrente nella serie Sirota's Court e interpretò Jerry Hubbard, spalla di Barth Gimble, interpretato da Martin Mull, nel programma satirico Fernwood 2Night, destinato ad essere riproposto dalla televisione statunitense più volte in varie reincarnazioni negli anni a seguire, con Willard ancora protagonista insieme a Mull.
Negli anni 1980 presentò programmi d'attualità e talk show come Real People e Thicke of the Night; nel frattempo, tra i primi ruoli sul grande schermo, prese parte a National Lampoon's Movie Madness, Scuola guida, This Is Spinal Tap e Roxanne. Dopo una lunga serie di ruoli da guest star in svariate serie televisive, tra il 1987 e il 1989 interpretò l'unico personaggio umano in D.C. Follies, che vedeva un cast composto da pupazzi. Nel 1985 fu candidato ai Daytime Emmy Award per aver presentato il talk show What's Hot, What's Not. 
Negli anni novanta continuò a lavorare in programmi satirici con artisti come Harry Shearer e Christopher Guest, partecipando anche a molte puntate del The Tonight Show With Jay Leno. Interpretò un agente di viaggi in Sognando Broadway, un presentatore televisivo in Campioni di razza, e il manager Mike LaFontaine in A Mighty Wind - Amici per la musica; ebbe ruoli minori anche in Sodbusters, Hard Night e Austin Powers - La spia che ci provava.
Negli anni 2000 la partecipazione alla sitcom Tutti amano Raymond gli valse tre candidature ai Primetime Emmy Award, grazie al ruolo di Hank McDougal, suocero di Robert. Tra i programmi in cui figurò nel cast principale vi sono Maybe It's Me nel 2001, A Minute with Stan Hooper nel 2003 e Back to You nel 2007. Nel 2004 fu anche nel cast del Saturday Night Live. Fece inoltre parte del cast di film come Prima o poi mi sposo, Due sballati al college, American Pie - Il matrimonio, Campioni di razza, A Mighty Wind - Amici per la musica, For Your Consideration e Anchorman - La leggenda di Ron Burgundy, prestando occasionalmente la sua voce anche per film e serie animate, tra cui I Griffin, I Simpson, L'incredibile avventura del principe Schiaccianoci e Monster House.
Nel 2008 interpretò uno dei pochi personaggi umani live-action nel film d'animazione WALL•E. Dal 2010 partecipò ad alcuni episodi della serie Modern Family, interpretando Frank Dunphy, il padre del protagonista Phil, ruolo che gli valse una nuova candidatura ai Primetime Emmy Award. Nel 2012 fu nel cast di The Magic of Belle Isle con Morgan Freeman. Nel 2014 e nel 2015 interpretò John Forrester in Beautiful.
È morto il 15 maggio 2020, all'età di 86 anni. Il suo ultimo lavoro fu l'interpretazione di Fred Naird nella serie televisiva Space Force, distribuita da Netflix due settimane dopo la sua morte.

## Filmografia parziale

### Attore

#### Cinema
- Ladre e contente (How to Beat the High Cost of Living), regia di Robert Scheerer (1980)
- National Lampoon's Movie Madness, regia di Bob Giraldi e Henry Jaglom (1982)
- This Is Spinal Tap, regia di Rob Reiner (1984)
- Scuola guida (Moving violations), regia di Neal Israel (1985)
- Roxanne, regia di Fred Schepisi (1987)
- Sognando Broadway (Waiting for Guffman), regia di Christopher Guest (1996)
- Hard Night (Permanent Midnight), regia di David Veloz (1998)
- Austin Powers - La spia che ci provava (Austin Powers: The Spy Who Shagged Me), regia di Jay Roach (1999)
- Campioni di razza (Best in Show), regia di Christopher Guest (2000)
- Prima o poi mi sposo (The Wedding Planner), regia di Adam Shankman (2001)
- Due sballati al college (How High), regia di Jesse Dylan (2001)
- A Mighty Wind - Amici per la musica (A Mighty Wind), regia di Christopher Guest (2003)
- American Pie - Il matrimonio (American Wedding), regia di Jesse Dylan (2003)
- Anchorman - La leggenda di Ron Burgundy (Anchorman: The Legend of Ron Burgundy), regia di Adam McKay (2004)
- For Your Consideration, regia di Christopher Guest (2006)
- Hot Movie - Un film con il lubrificante (Date Movie), regia di Aaron Seltzer (2006)
- Epic Movie, regia di Jason Friedberg e Aaron Seltzer (2007)
- 2 Young 4 Me - Un fidanzato per mamma (I Could Never Be Your Woman), regia di Amy Heckerling (2007)
- WALL•E, regia di Andrew Stanton (2008)
- The Magic of Belle Isle, regia di Rob Reiner (2012)

#### Televisione
- Sirota's Court – serie TV, 13 episodi (1976-1977)
- Le notti di Salem – serie TV, 2 episodi (1979)
- D.C. Follies – serie TV, 21 episodi (1987-1989)
- La signora in giallo (Murder, She Wrote) – serie TV, episodio 7x15 (1991)
- Sodbusters - film TV (1994)
- Friends – serie TV, 1 episodio (1996)
- Lois & Clark - Le nuove avventure di Superman (Lois & Clark: The New Adventures of Superman) - serie TV, episodi 3x15, 4x14 e 4x15 (1996-1997)
- Sabrina, vita da strega (Sabrina, the Teenage Witch) – serie TV, 1 episodio (1998)
- Maybe It's Me – serie TV, 22 episodi (2001-2002)
- A Minute with Stan Hooper – serie TV, 13 episodi (2003-2004)
- Tutti amano Raymond (Everybody Loves Raymond) – serie TV, 14 episodi (2003-2005)
- Back to You – serie TV, 17 episodi (2007-2008)
- Castle – serie TV, episodio 2x20 (2010)
- Beautiful (The Bold and the Beautiful) – serie TV, 7 episodi (2015)
- Modern Family – serie TV, 14 episodi (2009-2020)
- Space Force - serie TV, 3 episodi (2020)

### Doppiatore
- I Simpson (The Simpsons) – serie TV, 1 episodio (1999)
- I Griffin (Family Guy) – serie TV, 2 episodi (2002)
- L'incredibile avventura del principe Schiaccianoci (2004) - versione inglese
- Saturday Night Live – serie TV, 5 episodi (2004-2005)
- Chicken Little - Amici per le penne (Chicken Little) (2005)
- Monster House (2006)
- Manny tuttofare (Handy Manny) – serie TV, 1 episodio (2006)
- Kim Possible – serie TV, 3 episodi (2003-2007)
- Planes 2 - Missione antincendio (Planes: Fire & Rescue) (2014)

## Doppiatori italiani
Nelle versioni in italiano delle opere in cui ha recitato, Fred Willard è stato doppiato da:
- Michele Kalamera in Hard Night, A Mighty Wind - Amici per la musica, 2 Young 4 Me - Un fidanzato per mamma, Castle
- Michele Gammino in American Pie: il matrimonio, I 12 desideri di Natale, Buona fortuna Charlie, Space Force
- Giorgio Locuratolo in Innamorati pazzi, Modern Family, The Magic of Belle Isle
- Stefano De Sando in Anchorman - La leggenda di Ron Burgundy, Hot Movie, Anchorman 2 - Fotti la notizia
- Gianni Giuliano ne La signora in giallo, Cinquanta sbavature di nero
- Sergio Di Giulio in Aiutami Hope!, Beautiful
- Luciano Roffi in Stan Hooper, Stargate SG-1
- Oliviero Dinelli in Genitori in diretta, I maghi di Waverly
- Renato Cortesi in Le notti di Salem
- Wladimiro Grana in Tutti amano Raymond
- Dario Penne in Friends
- Guido Ruberto in Ally McBeal
- Luciano De Ambrosis in Chuck
- Alessandro Rossi in Roxanne
- Sandro Iovino in American Trip
- Rodolfo Bianchi in Epic Movie
- Ambrogio Colombo in The Closer
- Guido Rutta in Due sballati al college
- Pierluigi Astore in Amore al primo tuffo
- Marco Pagani in Community
- Alessandro Budroni in Mascots
- Mauro Bosco in Le notti di Salem (ridoppiaggio)

Da doppiatore è sostituito da:
- Mino Caprio in Teamo Supremo, The Boondocks
- Diego Sabre in L'incredibile avventura del Principe Schiaccianoci
- Daniele Demma in The Batman
- Gianni Gaude in A casa dei Loud
- Ivo De Palma in Transformers Animated
- Roberto Certomà ne I Simpson
- Stefano De Sando in Chicken Little - Amici per le penne
- Giorgio Favretto in Wall-E
- Giorgio Locuratolo in Topolino e gli amici del Rally
- Carlo Reali in Planes 2 - Missione antincendio
- Franco Mannella ne I Griffin